# Maurits Frank
Maurits Frank (* 29. Juli 1892 in Rotterdam; † 3. März 1959 in Köln) war ein niederländischer Cellist und Musikpädagoge.
Der Schüler von Pablo Casals unterrichtete in Heidelberg und Neustadt/Pfalz, bevor er 1915 an das Hoch’sche Konservatorium nach Frankfurt wechselte. Im Rebner-Quartett und im Amar-Quartett war er in dieser Zeit musikalischer Partner von Paul Hindemith.
Nach der Machtergreifung der Nationalsozialisten musste er aufgrund seiner jüdischen Herkunft Deutschland verlassen und ging in die Niederlande. 1949 kehrte er nach Deutschland zurück und unterrichtete Cello und Kammermusik an der Musikhochschule Köln. Er war weiterhin als Kammermusiker tätig und widmete sich besonders der zeitgenössischen Musik. So spielte er die Uraufführung von Hindemiths Violoncellokonzert in Es und mit Eduard Zuckmayer die Uraufführung von Anton Weberns Zwei kleinen Stücken. 1957 gründete er das Rheinische Kammerorchester Köln. Unter dem Titel Tonleitern und Dreiklänge veröffentlichte er Studien und Übungen für das Cello.
Seit 1916 war Frank mit Luisa Juncker verheiratet. Er verstarb im Alter von 66 Jahren in seiner Wohnung in Köln-Bayenthal.